# سرکوب (فیلم ۲۰۰۱)
سرکوب: قربانی خشونت زناشویی (به هندی: Daman) فیلمی محصول سال ۲۰۰۱ و به کارگردانی کالپانا لاجمی است. در این فیلم بازیگرانی همچون راوینا تاندون، سایاجی شینده، سانجای سوری، رایما سن، شان، بهاراتی جعفری و مولویا گوسوامی ایفای نقش کرده‌اند.